# Isabella and the Pot of Basil (Hunt)
Isabella and the Pot of Basil (Nederlands: Isabella en de basilicumpot) is een schilderij van de prerafaëlitische Engelse kunstschilder William Holman Hunt, gemaakt in 1867-1868, 187 x 116 centimeter groot. Het toont Isabella, een personage uit Boccaccio's Decamerone, die de pot met basilicum omarmt waarin ze het hoofd bewaart van haar geliefde Lorenzo, die vermoord werd door haar broers. Het werk bevindt zich thans in de collectie van de Laing Art Gallery te Newcastle upon Tyne.

## Isabella en de basilicumpot
Isabella en de basilicumpot is een verhaal uit Boccaccio's Decamerone (dag IV, verhaal 5). 
Isabella is een mooie jonge vrouw uit een rijke koopmansfamilie. Ze is voorbestemd om te trouwen met een "hoge edele", maar wordt verliefd op Lorenzo, de leerjongen van haar broers. Als haar broers dit ontdekken vermoorden ze Lorenzo en begraven zijn onthoofde lichaam. Lorenzo's geest bezoekt Isabella echter in haar slaap en vertelt haar wat er gebeurd is. Isabella graaft zijn lichaam op en verbergt zijn hoofd in een pot waarin ze een basilicumplant heeft gepoot, welke ze begiet met haar tranen. De basilicum groeit weelderig, maar zelf kwijnt Isabella steeds meer weg. Als haar broers haar geheim vervolgens ontdekken en er met de pot vandoor gaan, sterft Isabella van verdriet.

## Bewerking door Keats
De romantische Engelse dichter John Keats zette in 1820 Boccaccio's verhaal over Isabella en Lorenzo om in een lang gedicht, Isabella, or The Pot of Basil, dat later erg populair zou worden bij prerafaëlitische schilders. Het beeld waarin Isabella de pot met basilicum obsessief omarmd houdt, en dat Hunt zou inspireren tot het hier besproken werk, is bijna iconisch. Keats beschreef het als volgt:
En ze vergat ze: sterren, zon en maan,

En ze vergat het blauw boven de bomen,

En zij vergat de herfstbries langs de laan,

En zij vergat het dal waar sprangen stromen;

Ze wist de tijd niet om naar bed te gaan,

En 's ochtends zag ze niet de zon opkomen:

Stil bleef ze tranen gieten, diep gebogen,

Haar pot basilicum zou nooit verdrogen.
(Vertaling Jan Kuijper, Keats en Shelley, gedichten 1820, Atheneum & Polak, 2014.)

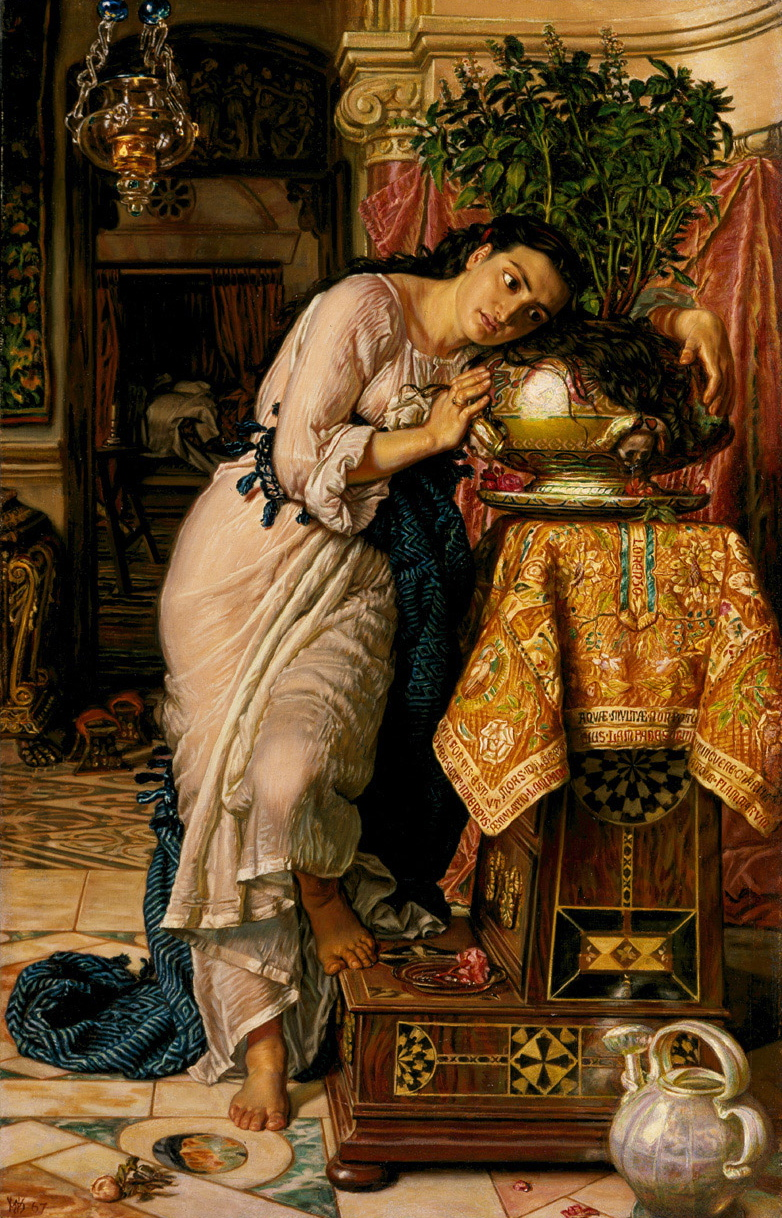
Kleinere versie uit 1868. Opvallend zijn de afwijkende patronen van de kerkstoel en het kleed.

## Interpretatie van Holman Hunt
Naast de initialen van de kunstenaar vermeldt het schilderij "Florence, 1867". Hunt arriveerde een jaar eerder in de Italiaanse stad toen hij met zijn zwangere vrouw Fanny op weg was naar het Heilige Land, maar door het uitbreken van een cholera-epidemie werden ze verhinderd verder te reizen. Tijdens het oponthoud overleed zijn vrouw, met wie hij toen nog maar een jaar getrouwd was, ten gevolge van complicaties tijdens de bevalling. Kort daarna schilderde hij Isabella and the pot of Basil. Onmiskenbaar is de directe invloed van het gedicht van Keats, maar tegelijkertijd kan in het schilderij -en de gezichtsuitdrukking van achtergebleven Isabella- een weerslag worden gezien van zijn verdriet. Later in 1867 zou hij met zijn zoon Cecil terugkeren naar Londen om er het schilderij begin 1868 te voltooien. Het werd aangekocht door de Belgische kunsthandelaar Ernest Gambart.
De uitwerking van Hunt is typisch laat-prerafaëlitisch, met veel aandacht voor detail, uitgewerkt op basis van diverse voorstudies, en met een zekere nadruk ook op sensualiteit, contrasterend met haar lijden. Isabella wordt afgebeeld in een halfdoorschijnend nachthemd, klaarblijkelijk net uit haar bed, onopgemaakt zichtbaar op de achtergrond. Ze buigt zich over een soort zelfgemaakt altaar: een kerkstoel, gedrapeerd met een prachtig geborduurd kleed en daarbovenop een victoriaanse pot, gedecoreerd met schedeltjes. Haar weelderige haar lijkt verstrengeld met de groeiende basilicumplant, hetgeen haar verbondenheid met Lorenzo symboliseert.